# Riserva naturale del Meisino e dell'Isolone Bertolla
La riserva naturale del Meisino e dell'Isolone di Bertolla è un'area naturale protetta, più precisamente una riserva naturale a gestione regionale, è una delle 12 aree protette che compongono il Parco del Po Torinese.

## Parco del Meisino
La riserva naturale fu istituita per tutelare le zone umide presenti attorno alla confluenza nel Po della Stura di Lanzo.

Al suo interno, è incluso il parco del Meisino, un nome che deriva dal piemontese mezzino, ovvero terra di mezzo, a intendere il lembo di terra tra un tratto del fiume Po e l'area pianeggiante ai piedi della collina di Superga: è uno dei più grandi parchi della città di Torino, disteso lungo la destra idrografica del Po.
Con un'estensione di 450.000 m² (45 ettari), l'area è collocata in zona Borgata Rosa-Sassi, nella Circoscrizione 7, a nord-est della città, tra un'ansa del fiume, via Agudio, il Ponte di Sassi, corso Casale e strada del Meisino.. Essa comprende l'area del cimitero di Sassi, poi si estende a nord-est sotto il ponte di Corso Luigi Sturzo/Diga del Pascolo (derivatore AEM)/curva circolare detta delle "Cento Lire", proseguendo sempre sulla riva destra del fiume e congiungendosi quindi a San Mauro Torinese, attraverso la zona detta di Pulchra Rada (dal latino = bella spiaggia, da cui Pulcherada, antico nome del limitrofo comune).
La pista pedonale-ciclabile che costeggia il parco, attraversa anche il rivo di Sant'Anna e il rivo di Costaparigi, entrambi provenienti dalla collina di Superga. Nei pressi di quest'ultimo, è presente anche la piccola villa detta del Bajno.

La passerella ciclopedonale che scavalca il Rio di Costaparigi è stata dedicata nel 2008 ad Alex Langer, ecologista, pacifista ed esponente politico dei Verdi.
Altre due importanti aree, incluse nella riserva naturale torinese, sono il parco Colletta e il parco dell'Arrivore, questi ultimi però entrambi collocati in sinistra idrografica rispetto al Po.
Anche l'Isolone di Bertolla è situato in sinistra idrografica del Po, che lo separa dal parco del Meisino, ed a nord è delimitato dal canale dell'AEM.

## Storia

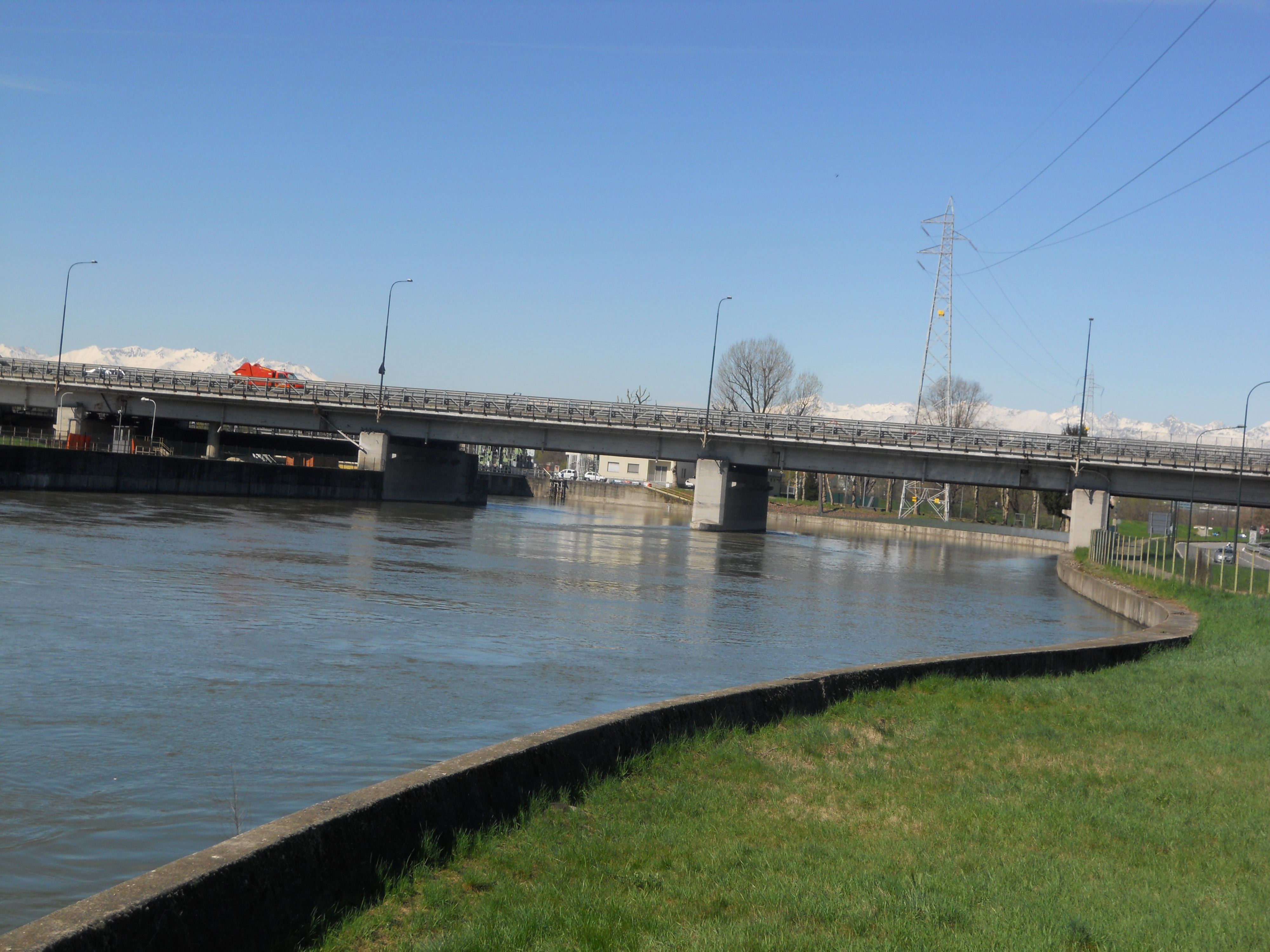
Canale di derivazione AEM all'interno del Parco

L'area oggi tutelata fu spesso soggetta a ricorrenti allagamenti causati dalle piene del Po.
Il problema fu risolto nell'anno 1952 dalla posa di un argine in muratura, il quale aveva l'obiettivo primario di creare, assieme alla Diga del Pascolo, un invaso per la produzione di energia idroelettrica.
. Il cosiddetto "Canale Derivatore" della Diga, passante a sinistra dell'insenatura, si ricongiunge poi a San Mauro Torinese, e creò artificialmente l'Isolone Bertolla.
La prima realizzazione del parco del Meisino, curata dalla sesta circoscrizione nel 1988, fu messa in forse da una proposta di una variante al piano regolatore di Torino che avrebbe comportato la realizzazione di una grande quantità di fabbricati residenziali nell'area. Tale variante fu però accantonata anche per l'opposizione di varie associazioni ambientalistiche e la legge regionale numero 28 del 1990 istituì nell'area la Riserva Naturale Speciale del Meisino e dell'Isolone Bertolla. Il parco fu inoltre incluso nel sistema delle aree protette della fascia fluviale del Po.
L'originaria legge istitutiva è stata abrogata dal Testo unico sulla tutela delle aree naturali e della biodiversità, che all'articolo 12 affida la gestione della riserva all'Ente di gestione delle aree protette del Po torinese.
Anche il Parco Colletta fu inaugurato negli anni ottanta, mentre per il completamento del parco dell'Arrivore si dovette attendere l'ottobre del 2009.
L'odierna area della riserva comprende, oltre ad aree in precedenza agricole, anche un ex galoppatoio militare, collocato presso la Cascina Malpensata e precedentemente utilizzato dall'esercito come poligono di tiro e, in seguito, nell'ambito del federalismo demaniale, trasferito a titolo gratuito alla Città di Torino e aperto al pubblico nell'ottobre 2020, dopo lavori di ripulitura, messa in sicurezza, ripristino aree verdi e istituzione percorsi ciclopedonali. Nell'ex galoppatoio è inoltre prevista la nascita di una cittadella dello sport e dell'educazione ambientale.

## Isolone di Bertolla

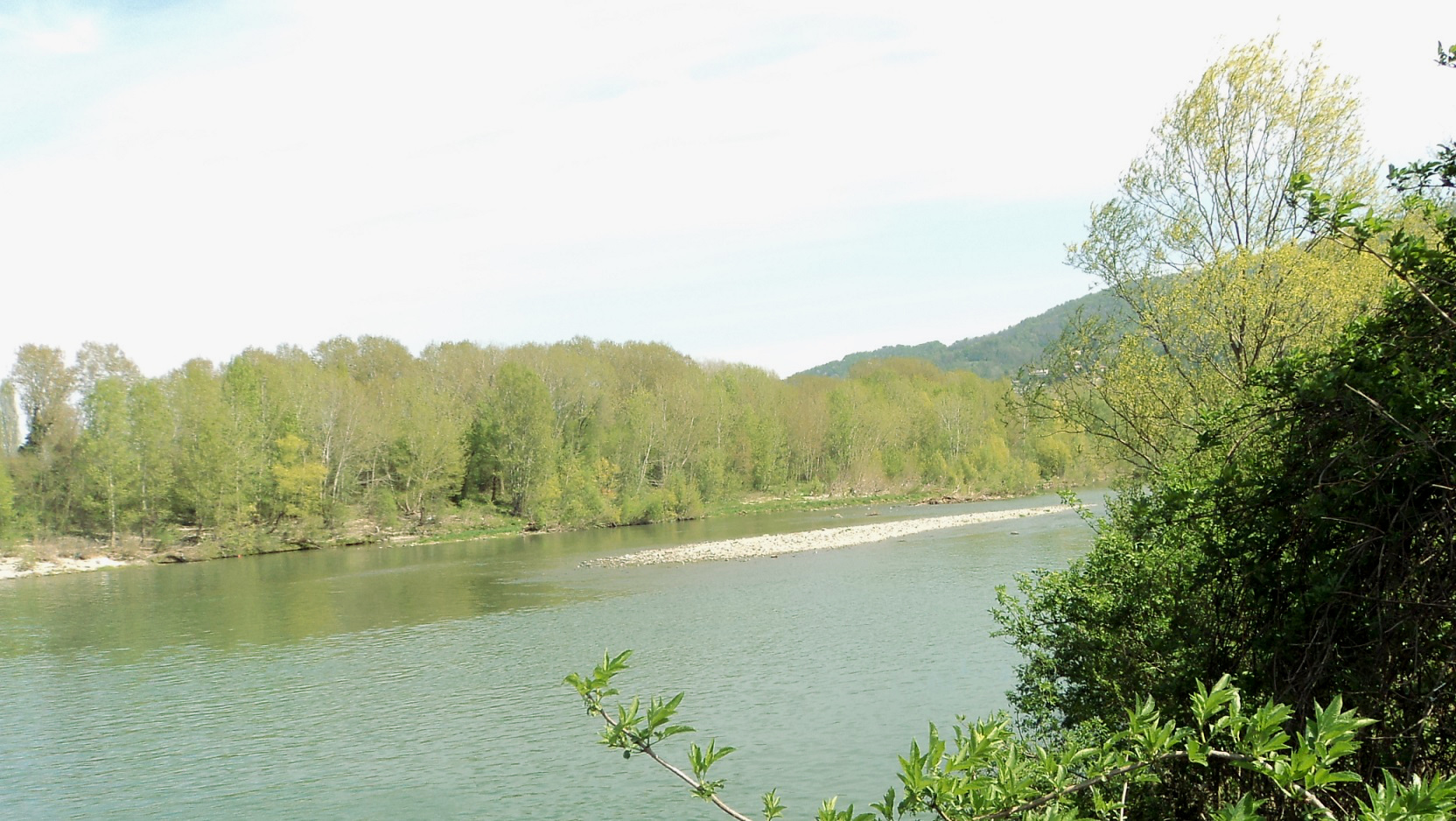
Isolone Bertolla

L'Isolone di Bertolla, creato artificialmente nel 1953 attraverso la Diga del Pascolo e il Canale Derivatore, rappresenta un'area naturalistica pressoché intatta: è l'unico esempio di garzaia urbana presente in Italia. Il suo nome deriva dall'omonimo quartiere (anch'esso derivato da un prediale) che si trova sulla riva sinistra del Po e a sua volta parte meridionale-fluviale del più vasto quartiere Barca, nella Circoscrizione 6.
L'isolone è di forma molto allungata e prosegue fino a San Mauro Torinese. Al suo interno sono presenti molti pioppeti in via di rinaturalizzazione, utilizzati per la nidificazione da una vasta colonia di aironi cenerini. Anche il resto della riserva presenta un notevole interesse ornitologico, potendosi osservare un centinaio di diverse specie di uccelli.
 Tra di esse possono essere ricordate lo svasso maggiore e il tuffetto. Tra i canneti che circondano il bacino della diga del Pascolo nidificano inoltre il germano reale e la gallinella d'acqua.
Nel giugno del 2021 è stata attestata la presenza del lupo.

## Fruizione

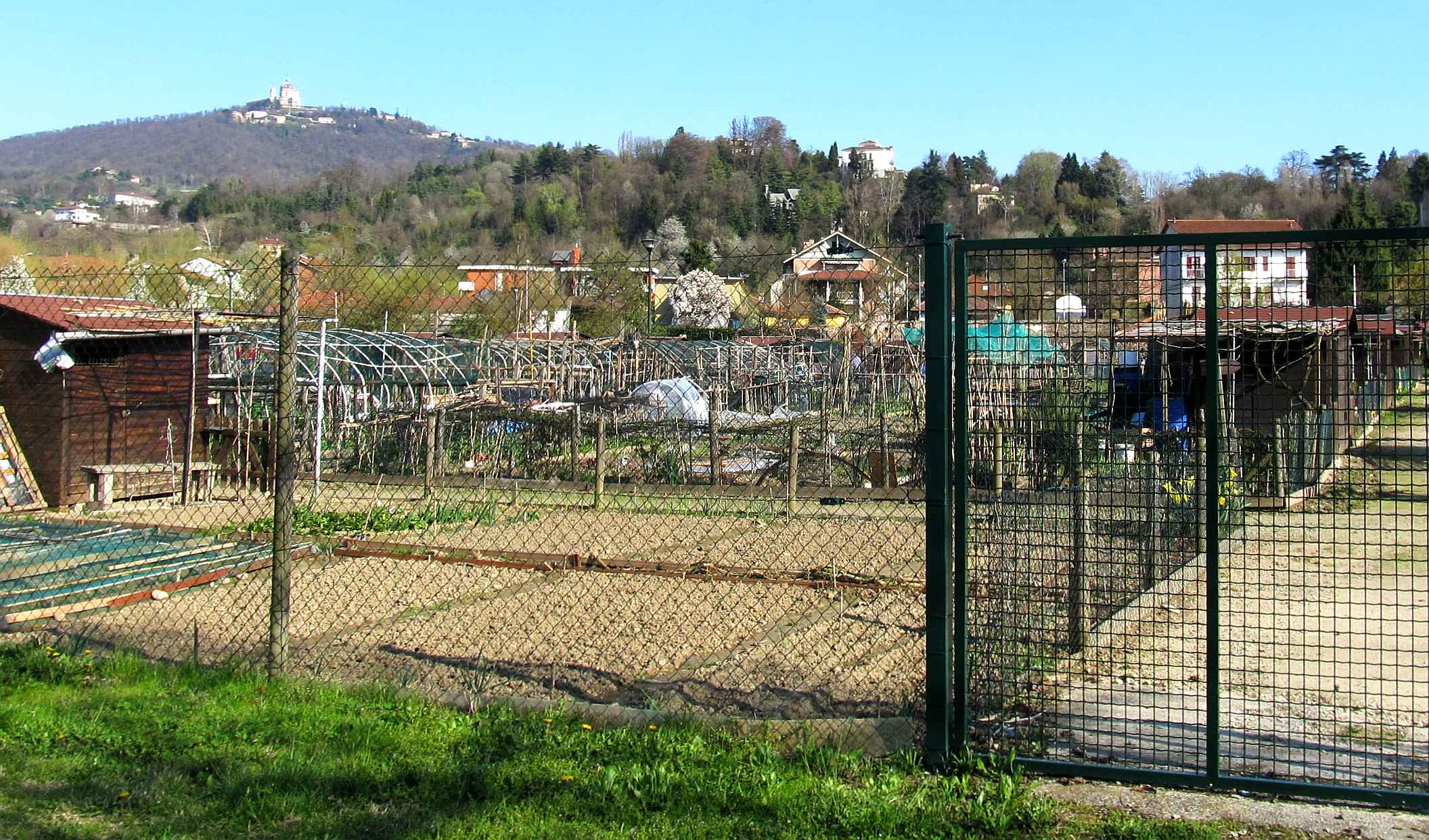
L'area adibita a orti urbani

Il parco del Meisino è sfruttato dagli abitanti della città di Torino come luogo di passeggiate, cicloturismo e di allenamenti podistici. Al suo interno vi sono alcune strutture sportive, tra le quali un centro ippico, campi da calcio e da beach volley e campi da bocce.
Talvolta il parco viene anche utilizzato per manifestazioni competitive (esempio la Royal Half Marathon), ed è sempre aperto 24 ore al giorno; al suo interno si pratica il birdwatching.
Il parco è percorso da una pista ciclabile realizzata dal Comune; nella sua parte più lontana dal fiume, a ridosso di Borgata Rosa, sono presenti 53 orti urbani assegnati prioritariamente ai residenti della zona.